# 克罗伊茨贝格

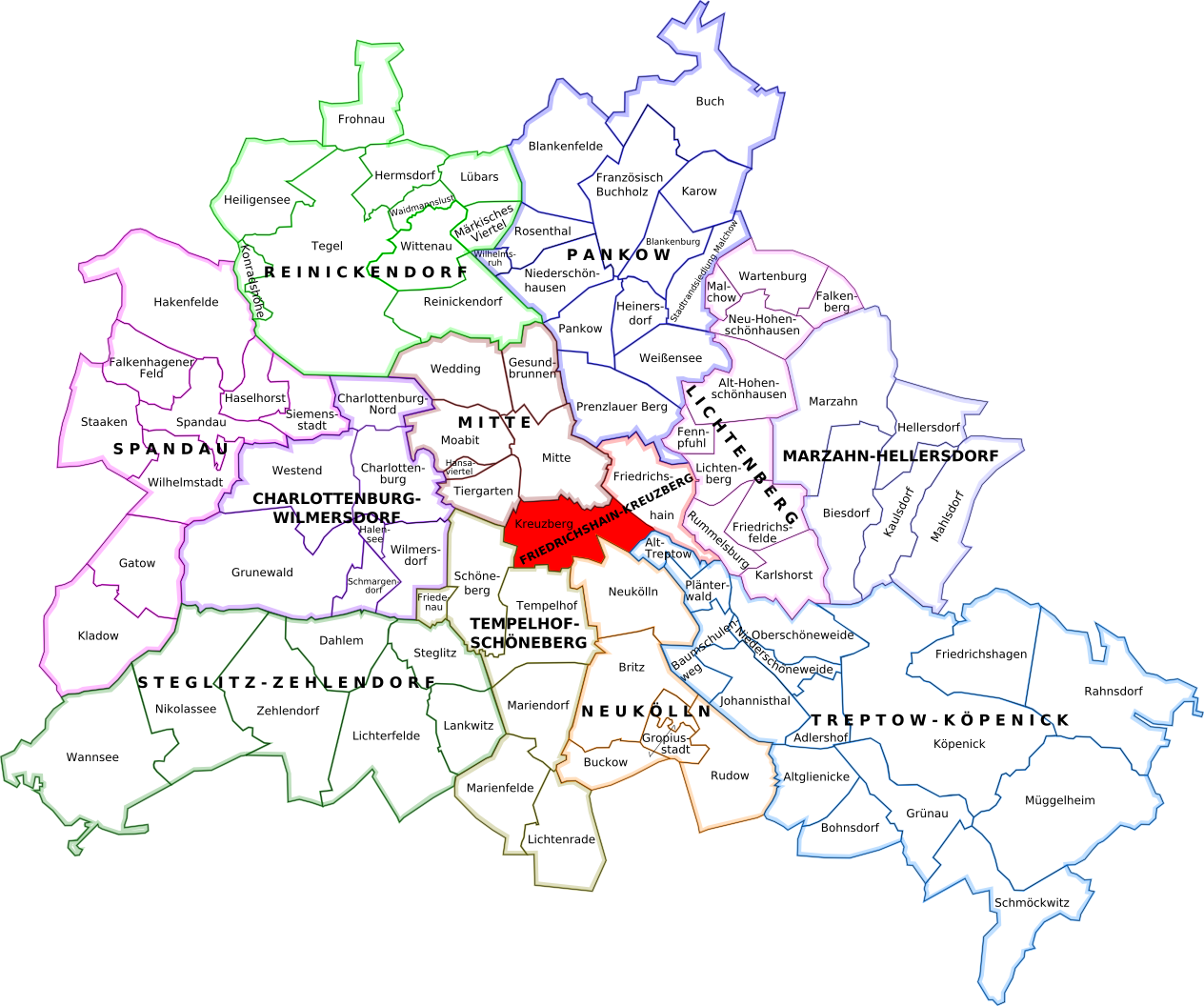
行政区划

克罗伊茨贝格（德語：Kreuzberg），又譯十字山区，是德国首都柏林的一个著名区域，位于米特区以南，2001年以后成为腓特烈斯海恩-克罗伊茨贝格区的一部分。克罗伊茨贝格经常分为两部分来描述：拥有许多移民和激进分子的“SO 36”，和较为中产阶级化的“SW 61”。在1970年代后期，克罗伊茨贝格作为西柏林被孤立的部分，曾是柏林最穷的区之一，现在位于重新统一的柏林的中心，又成为该市的文化中心之一。该区以高比例的移民和第二代移民而著称，其中许多为土耳其裔德國人。2006年，31.6%的克罗伊茨贝格居民不是德国公民。克罗伊茨贝格具有繁荣的多元文化，是对许多人具有吸引力的地方，但是该区同时也具有高失业率和低收入的特征。

## 布局
克罗伊茨贝格东到施普雷河，兰德韦尔运河（Landwehrkanal）从东到西流经克罗伊茨贝格。古老的柏林地铁线，今天的U1线，在SO36设有格尔利茨公园站，在SW 61设有维多利亚公园站。

## 历史
柏林的许多区在与柏林成为一体之前曾经是村庄，但是克罗伊茨贝格只有相当短的历史。它成立于1920年，指其最高点「十字山」，海拔66 米，传统上是周末郊游的地点，得名于维多利亚公园内为庆祝拿破仑战争在1821年卡尔·腓特烈·申克尔兴建的纪念碑。除了其西北部建于17世纪末的腓特烈城（Friedrichstadt），今天的克罗伊茨贝格在19世纪以前还是十足的乡村地区。
变化发生在在1860年代，那时工业化导致柏林迅速增长，因此需要大量的住房 – 其中许多是为穷人建造，带来大规模的土地投机。克罗伊茨贝格的许多建筑源自那个时期。20世纪，克罗伊茨贝格是柏林人口最稠密的区，绝对数量也最多，拥有超过40万人，尽管其面积是最小的。结果克罗伊茨贝格每平方公里超过60,000人，是柏林人口密度最高的地方。
19世纪末，柏林开始迅速发展成为经济和文化中心，克罗伊茨贝格成为移民区。第二次世界大战之前，这里是许多族群的家园，其中很大一部分人口是德系犹太人。 克罗伊茨贝格犹太人生活的中心是弗朗克卢弗（Fraenkelufer）犹太教堂，可容纳2,000人。 这座犹太教堂在水晶之夜期间被毁，许多犹太企业和财产也被毁。 1942年至1944年纳粹大屠杀期间，绝大多数克罗伊茨贝格犹太人被纳粹驱逐或杀害，他们的房屋和企业被没收并交给了德国人。 柏林犹太博物馆就矗立在克罗伊茨贝格。
除了住宅，克罗伊茨贝格也是柏林的一个工业中心。所有这些工业区在二战的空袭，特别是1945年2月3日的一夜中，几乎被彻底摧毁。作为对昔日的回忆，Axel Springer出版公司将其德国总部再次设在紧邻柏林墙的Kochstraße。
二战以后，克罗伊茨贝格不能吸引投资，于是立法调节该区的房租。结果，住房虽然质量较低，但是廉价，使该区成为来到德国（和柏林）的移民的首要目标从1960年代后期开始，越来越多的学生、艺术家和移民搬到被柏林墙从三面包围的克罗伊茨贝格，尤其是克罗伊茨贝格的SO 36 部分以其另类的生活方式和非法占据空屋而著称，自1987年劳动节 SO 36的暴力骚乱。
柏林墙倒塌以后，克罗伊茨贝格再次位于市中心地区。起初低廉的房租和许多19世纪住宅，使得该区的一些部分吸引了较广泛（也较富裕）的阶层来此居住。今天，克罗伊茨贝格是所有欧洲人口最年轻的城区之一，根据统计，其人口在过去20年间已经彻底交换了两次。
2001年柏林行政区划调整，将克罗伊茨贝格与腓特烈斯海因合并成立腓特烈斯海因-克罗伊茨贝格区。由于两区仅以施普雷河上的奥伯鲍姆桥联结，许多居民认为这一联合并不合适。两区域未能对未来区政府的位置达成一致。

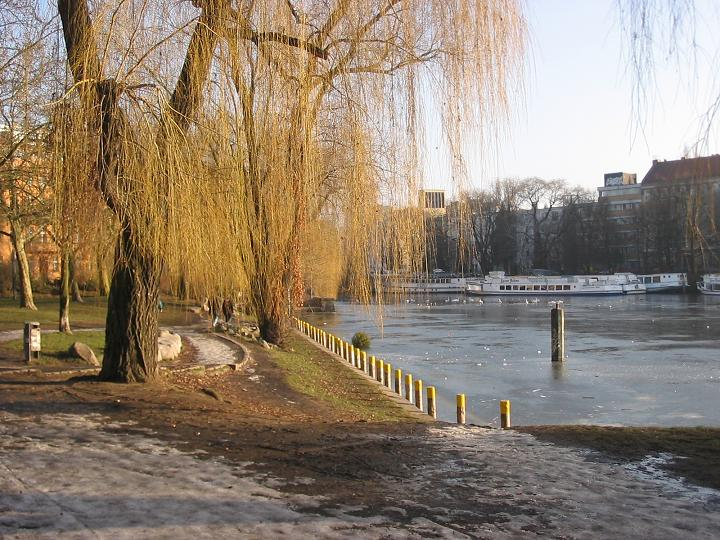
克罗伊茨贝格的兰德韦尔运河河畔
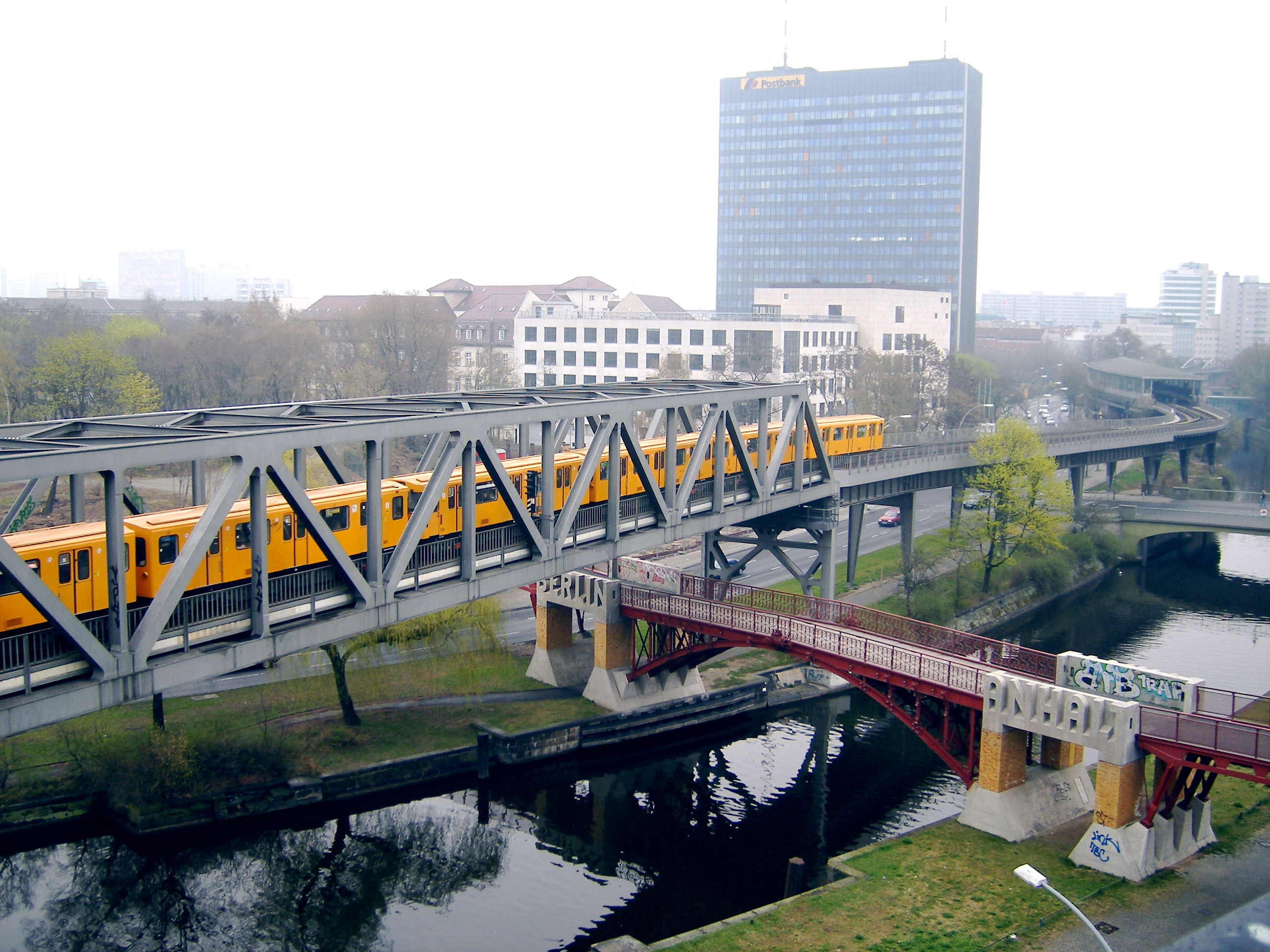
克罗伊茨贝格兰德韦尔运河上的桥梁
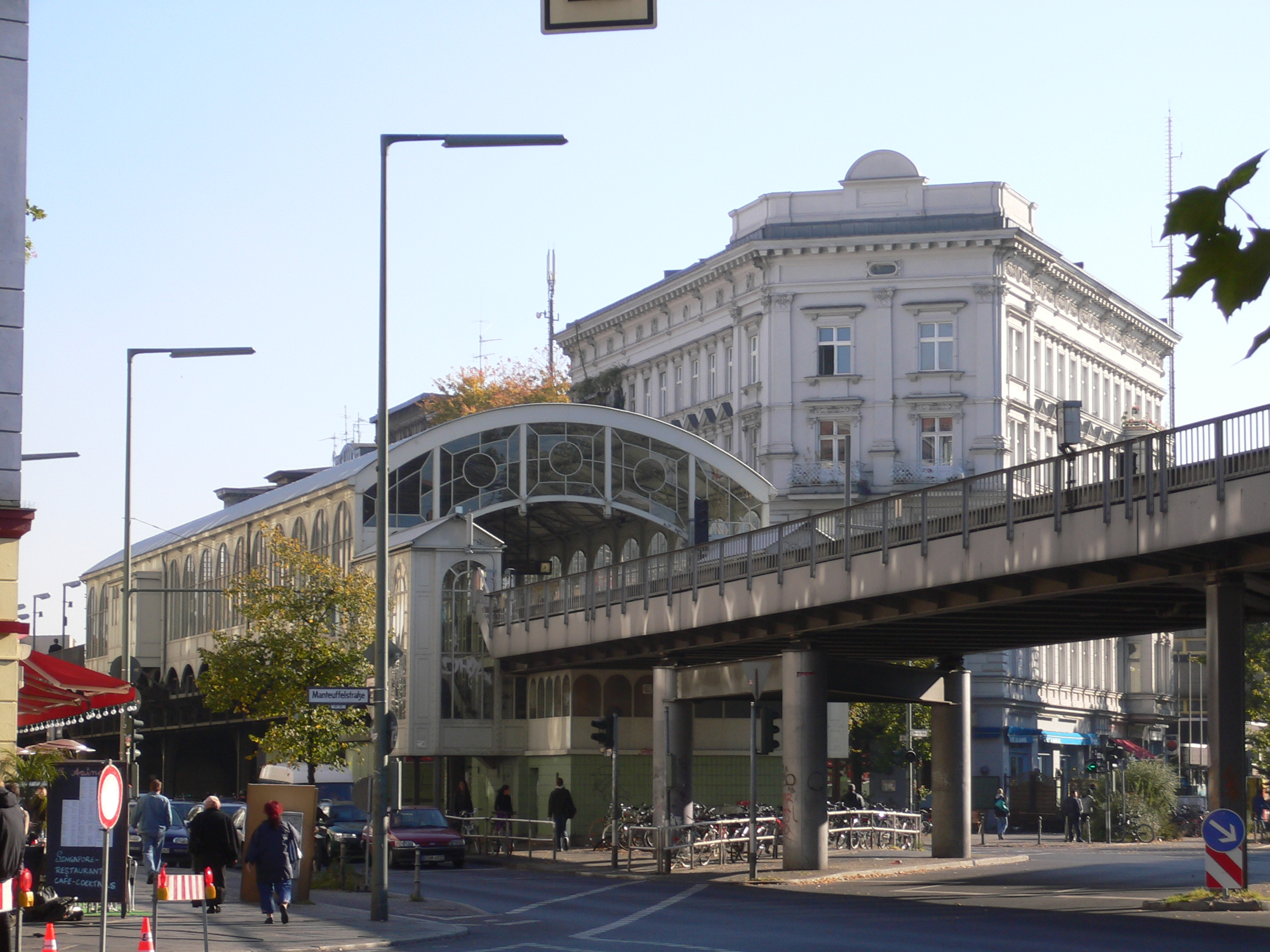
柏林地铁格尔利茨公园站
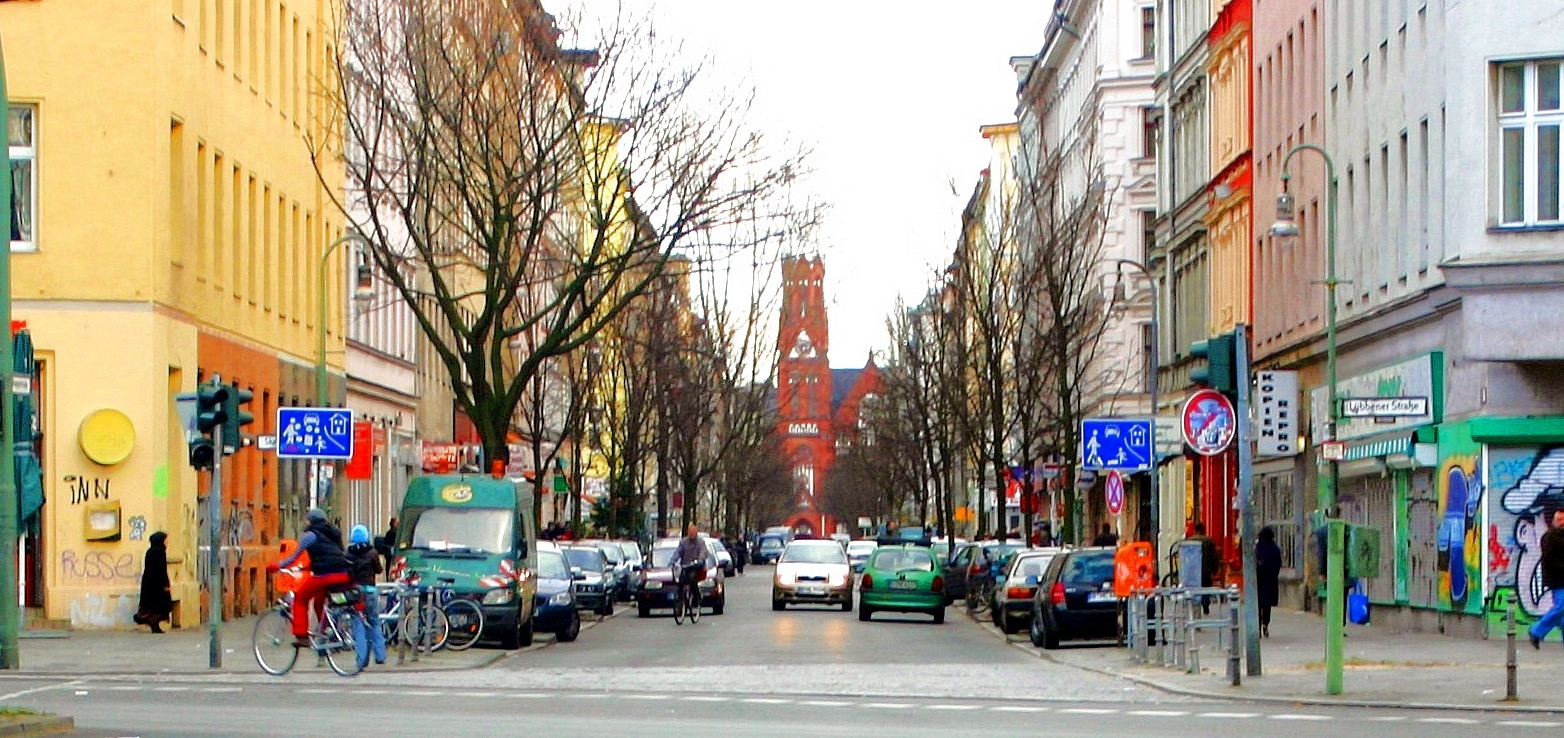
弗兰格尔街（Wrangelstr）
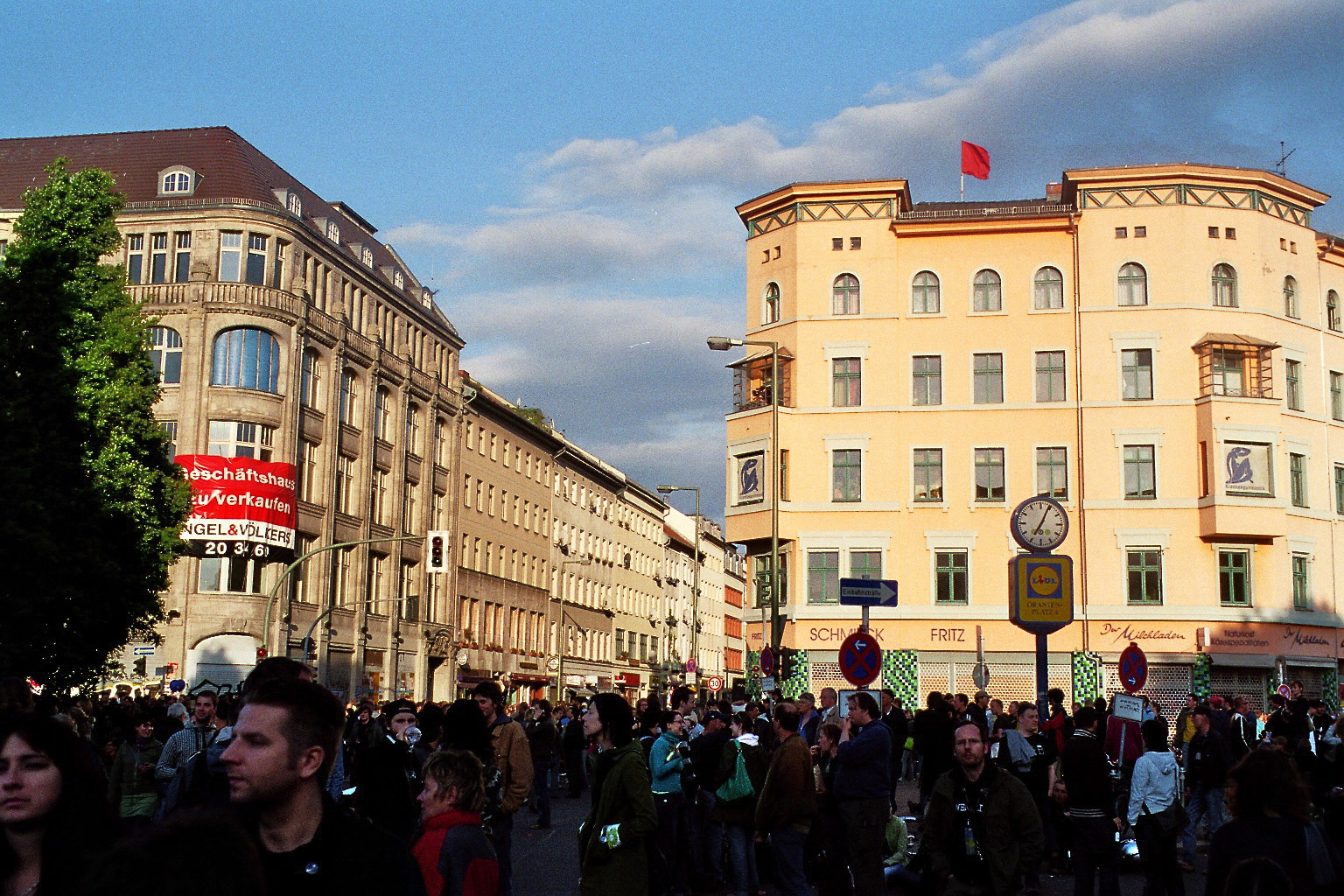
劳动节的奥拉宁广场

## 文化
克罗伊茨贝格在历史上是柏林朋克摇滚运动以及德国其他另类文化的发源地。传奇的SO36俱乐部。

## 名胜

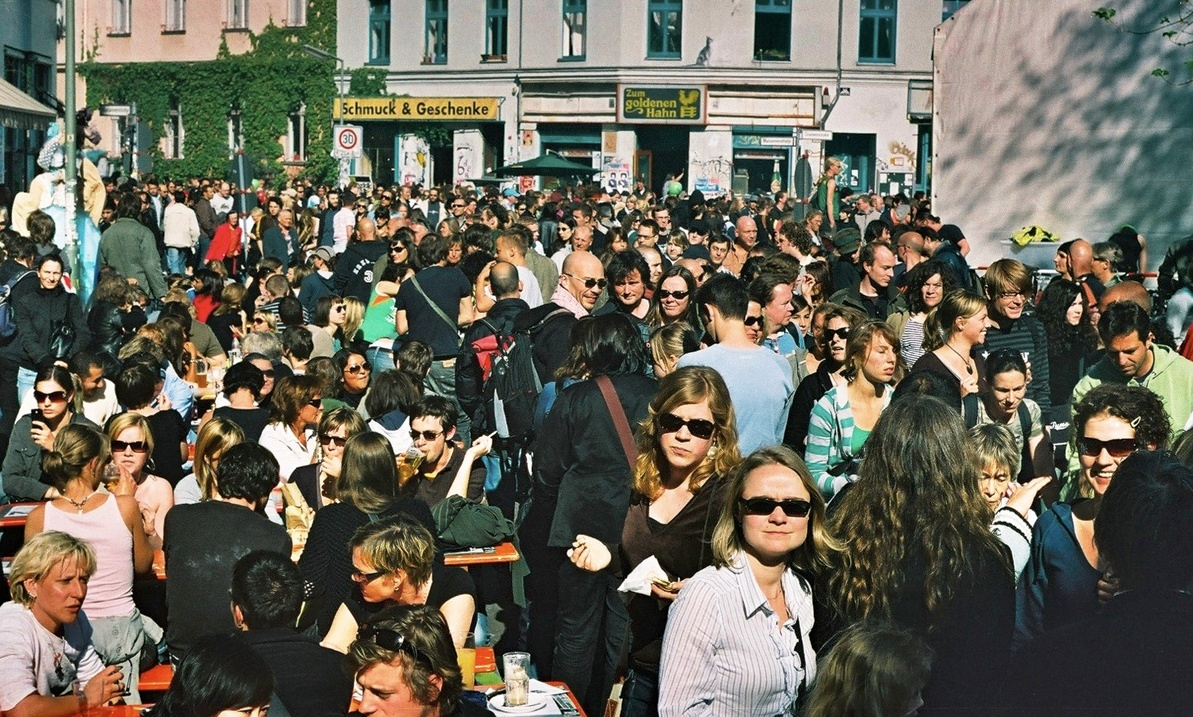
克罗伊茨贝格的音乐节场景

- 查理检查哨
- 查理检查哨博物馆
- 彼得·费希特尔纪念碑
- 德国联邦经济合作与发展部
- 腓特烈大街
- 德国科技博物馆 (柏林)
- 三角铁路站
- 格尔利茨车站
- 耶路撒冷教堂
- 柏林犹太博物馆
- 科特布斯门站
- 奥伯鲍姆桥
- 王子大街站
- 西里西亚门站
- 维多利亚公园
- 威廉大街